# 科茨地
科茨地（英語：Coats Land）也译为寇特斯地，位于南极洲威德尔海东南岸，范围从菲尔希纳冰架向东延伸约500公里至毛德皇后地。1904年由苏格兰探险家威廉·斯皮尔斯·布鲁斯在勘测威德尔海时发现，并以探险队的赞助人的名字命名该地区。沿海有英国的哈利湾站和阿根廷的贝尔格拉诺将军站等科学考察站。